# Vjenceslav Somić
Vjenceslav Somić (Sisak, 24. travnja 1977.) bivši je hrvatski rukometaš. Igrao je na mjestu vratara.
Igrao je za Medveščak i Perutninu Pipo IPC. U sezoni 2004./05. je s Osijekom došao do finala hrvatskog kupa, zbog čega ga je Zagreb doveo u svoje redove. Sa Zagrebom je osvojio nekoliko naslova. Potom je otišao u njemački Gummersbach. Koncem sezone 2011./12. napustio je klub.
Za seniorsku reprezentaciju igrao je na Europskom prvenstvu u Norveškoj 2008. godine i na Mediteranskim igrama u Almeriji 2005. godine.

## Vanjske poveznice
- Eurohandball.com Profil